# N344 (België)
De N344 is een gewestweg in België in de plaats Ieper. De weg ligt tussen de N308 en de N375 via de Capucienenstraat. De weg heeft een lengte van ongeveer 900 meter.
De gehele weg bestaat uit twee rijstroken voor beide rijrichtingen samen.